# Antoinette Collin
Pour les articles homonymes, voir Collin.
Antoinette Collin, née en 1948, est une autrice de bande dessinée belge.

## Biographie
Antoinette Collin naît en 1948,. Elle s'inscrit à l'Institut Saint-Luc de Bruxelles en 1967. Dès l'année suivante, elle initie, avec Claude Renard, l'ouverture de la section bande dessinée. Elle est diplômée en 1970. Elle est directement engagée comme professeur dans ce même établissement afin de sensibiliser les étudiants à la structure du récit, à l'écriture et aux questions relatives aux dialogues. Repérée par Dupuis, elle réalise ensuite deux courts récits des Belles Histoires de l'Oncle Paul dans le journal Spirou, sur scénario d'Octave Joly , L’Ambassadeur imprévu, publié dans le no 1810 du 21 décembre 1972, et L’Héroïne de Longstone, publié dans le no 1815 du 25 janvier 1973, avant de créer, sur un scénario de Jean-Marie Brouyère, la série de science-fiction psychédélique Les Naufragés de l'escalator, une version moderne d'Alice au pays des merveilles dans l'univers de la grande consommation, dont la publication débute dans le no 1860 de Spirou du 6 décembre 1973. Après quatre récits complets et un récit de 44 planches, la série disparaît en 1975 sans avoir été publiée en album. Antoinette Collin réalise ensuite, toujours dans Spirou, sur scénario de Raoul Cauvin quelques gags de Christobald, un poussin philosophe qui découvre les mystères de la vie, entre 1976 et 1978, tout en dessinant encore quelques épisodes des Belles Histoires de l'Oncle Paul sur scénario d'Octave Joly, La Flibustière intrépide, publié dans le no 1961 du 13 novembre 1975, Un volontaire ! Premier j’y vais, publié dans le no 1976 du 26 février 1976 et Un héros belge : Trésignies, publié dans le no 1977 du 4 mars 1976. Elle réalise un court récit de 3 planches intitulé : Authentique : histoire à rire et à pleurer sur un scénario de Théophraste Épistolier (pseudonyme d'Yves Frémion) dans le no 34 de L’Écho des savanes en 1977. Elle participe au 9e Rêve, la publication issue des travaux des élèves de Saint-Luc dans les numéros 1 (1978) et 3 (1979), puis Antoinette Collin disparaît ensuite du monde de la bande dessinée et n'a plus rien publié depuis lors,.

## Publications

### DansSpirou
- Les Naufragés de l'escalator

- Christobald

### Collectifs

#### L'Histoire en bandes dessinées
- 6. Héroïnes inconnues - Combattantes, corsaires, intrépides au grand cœur ! , Dupuis, Marcinelle, 1977
Scénario : Octave Joly - Dessin : collectif dont Antoinette Collin - Couleurs : quadrichromie -  (ISBN 2-8001-0544-5),Participation : L'Ambassadeur imprévu et L'Héroïne de Longstone.

#### Le9eRêve
- 1. Le 9e Rêve no 1[6], Louis Musin, Bruxelles, 1978
Scénario : collectif - Dessin : collectif dont Antoinette Collin - Couleurs : noir et blanc
- 3. Le 9e Rêve no 3[7], Édition des Archers, Bruxelles, 1979
Scénario : collectif - Dessin : collectif dont Antoinette Collin - Couleurs : noir et blanc

#### Livres
: document utilisé comme source pour la rédaction de cet article.
- Claude Moliterni, Histoire mondiale de la bande dessinée, P. Horay, 1989, p. 163, 315 p.,  (ISBN 978-2705800970) lire sur Google Livres
- Suzanne Van Rokeghem, Jacqueline Aubenas et Jeanne Vercheval-Vervoort, Des femmes dans l'histoire en Belgique, Luc Pire Éditions, 2006, 303 p., ill. ; 28 cm (ISBN 9782874155239 et 2-87415-523-3, OCLC 470723855, présentation en ligne), p. 246-247. ,lire sur Google Livres.
- Le 9e Rêve no 6, Bruxelles, Institut Saint-Luc de Bruxelles, École de recherche graphique, 2006, 144 p. (présentation en ligne), p. 28. .

#### Périodiques
- Hugues Dayez, « Les Aventures d'un journal : Les Naufragés de l'escalator », Spirou, Dupuis, no 3840,‎ 16 novembre 2011, p. 25 (ISSN 0771-8071).
- Philippe Capart, « Flower Power et ultra violence : Aux Sources du Cash », La Crypte Tonique, no 2,‎ 2022, p. 18 (présentation en ligne).